# Stråle (matematik)
En stråle eller halvstråle är en del av en rät linje, begränsad av endast en ändpunkt. Om strålen begränsas av ytterligare en ändpunkt, bildas en sträcka.